# Harold Blokland
Harold Blokland (28 oktober 1974) is een Surinaams oud-voetballer en basketballer. Hij had een profcarrière als doelman bij verschillende clubs in de SVB-Hoofdklasse en verdedigde het doel van het Surinaamse voetbalelftal.

## Carrière

### Voetbal
Harold Blokland is doelman en speelde vanaf 2000 voor SV Transvaal en stapte in 2003 over naar SV Robinhood. In 2003 werd hij uitgeroepen tot Surinaams voetballer van het jaar.
In het seizoen 2007-2008 verdedigde hij het doel van Super Red Eagles en vervolgens speelde hij tot 2011 voor SV Leo Victor. Tussen 2002 en 2008 stond hij dertien keer in het doel van het Surinaamse voetbalelftal tijdens kwalificatiewedstrijden van de Gold Cup, Caribbean Cup en de Wereldcup.
Ook na zijn profcarrière bleef hij voetballen. In 2011-2012 was hij geen keeper maar stond hij als speler op het veld voor Real Spartaan. In april 2012 voerde hij de topscorerslijst aan met tien doelpunten. Vanaf 2012 stond hij weer onder de lat. Hij maakte toen deel uit van de geheel nieuwe ploeg van Tamansari. in 2017 speelde hij in de 40+ A-klasse van de veteranencompetitie als veldspeler voor The Brothers.
In het Centraal Toernooi van Sporten voor Staatsbedrijven (CTSS) stond hij in het doel voor zijn werkgever Centrale Bank van Suriname (CBvS). Het team werd meerdere keren Surinaams kampioen, waaronder in 2014 en 2018.

### Futsal
Daarnaast speelt hij voor de CBvS futsal in CTSS-toernooien. Ook hierin won hij met zijn team meermaals het landelijke kampioenschap, zoals in 2018 en 2019.

### Basketbal
Daarnaast is hij basketballer. In 2012 kwam hij voor basketbalclub SCVU uit in het Hesdy van Wilgen Basketbal Bekertoernooi. Sinds zijn aantreden bij de CBvS in 2013 komt hij ook in het basketbal uit in de CTSS-toernooien. Meteen in het eerste jaar werd het team voor het eerst in twintig jaar weer kampioen van dit toernooi, wat mede te danken is aan het grote aantal basketballers dat actief zijn geweest in de SBA. In 2015 en 2016 werd hij met zijn team opnieuw CTSS-kampioen en opnieuw in 2018 en 2019.